# Museu del Molino
El Museu del Molino de Puente la Reina de Jaca, a la comarca de la Jacetania, Huesca, Espanya, és un edifici que alberga en el seu interior des de seus d'organismes oficials de la Comarca a l'antiga maquinària d'una central elèctrica del segle xix, que forma part del Museu del Molino.

## Descripció historicoartística
Prop de Puente la Reina de Jaca va haver d'existir des de l'època medieval fins a quedar totalment despoblada al segle xiv, una vila de nom suposadament “Astorito”. De fet aquesta vila és nomenada com a lloc de final d'etapa en el Llibre V del Còdex Calixtino, escrit al segle xii, segons diu, pel clergue francès Aymeric Picaud, malgrat el discutit que està aquesta autoria.
En l'actualitat encara poden distingir-se, prop del pont modern de Puente la Reina (pont que data de 1880 i que és obra de l'enginyer Saturnino Bellido), les restes de l'antic pont medieval, que, era conegut ja des de 1084 com a “pont de Astorito”, i que segons certs autors, pot tenir origen romà o fou el substitut d'un altre d'aquella època. No podem oblidar que la calçada romana Saragossa-Bearn, que era una via internacional important, franquejava el riu Aragó en aquest punt; també es trobava en Puente la Reina de Jaca l'encreuament amb la calçada Jaca-Pamplona, que es reconvertiria després en part del Camí de Sant Jaume.
A més hi ha documents en els quals se cita al pont de Astorito, com el situat entre les poblacions de Bailo i Astorito, que van anar entre els segles x-xii seus règies.
En època medieval els ponts que travessaven rius de fort cabal eren molt cotitzats, ja que els seus propietaris podien obtenir grans rendes pel peatge que es cobrava per ser utilitzat.
El pont de Astorito va formar part del dot de la reina Felicia de Roucy, segona dona de Sancho Ramírez.
A més, existeix documentació contrastada que ja al segle xviii, hi havia un molí, cridat de “Azorito”, nom que pot derivar de Astorito, utilitzat per a la producció de farina, que va acabar utilitzant-se per instal·lar en ell una de les primeres 'mini' centrals hidroelèctriques de la comarca de la Jacetania.
L'edifici va ser rehabilitat i es va convertir a la seu d'alguns organismes públics comarcals, així com del conegut com a “Museu del Molino”.
El museu se situa en la planta baixa, i en ell es conserva i exposa part de l'antiga maquinària que va servir per a la producció d'energia elèctrica.